# オンタリオ・サザン鉄道 (オンタリオ州)
オンタリオ・サザン鉄道（オンタリオサザンてつどう、英: Ontario Southern Railway）は、かつてカナダオンタリオ州のクリスタル・ビーチ - リッジウェイ間（両方のコミュニティは現在オンタリオ州フォートエリーの一部）を運行していた鉄道路線である。
当路線は、クリスタル・ビーチにある遊園地の利用者を、リッジウェイにあるグランド・トランク鉄道本線の駅へと、往復で送迎していた短距離の旅客輸送線であった。
当路線は、総延長が約1+1⁄2マイル (2.4 km)であり、1896年から1898年まで運行されていた。

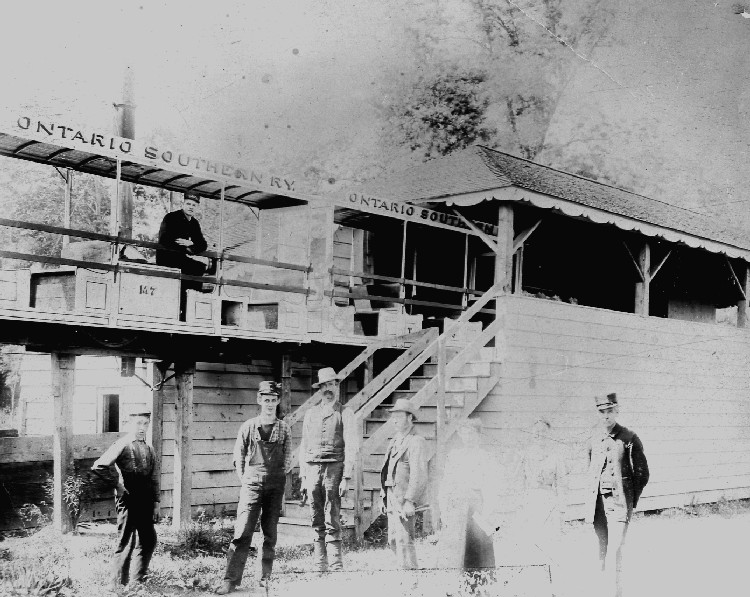
オンタリオ・サザン鉄道の列車および駅

## 設計
オンタリオ・サザン鉄道はユニークなデザインであった。
それは、ガイドレールを両側に取り付け、木製の梁上に敷設された1本の走行用レールからなる、初期のモノレールの実例であった。
当路線の大部分は、ニックネーム「ペグレグ鉄道 (Peg-Leg Railway)」の由来ともなった、木製支柱上から高さ10〜30フィート（3〜9メートル）の高架であった。
当路線も、道路下では1本の小トンネルで通り抜けていた。
客車は両側とも開いており、背中合わせの構造となる合計6つのベンチを有していた。
当路線運行の最初の2年間では、客車はバッテリーを動力としていた。
最終年には、架線が設置されていた。
バッテリーを充電したり、後の架線への電力供給には、当路線の終端であるクリスタル・ビーチにあった、固定蒸気エンジンに繋がった発電機から供給されていた。

## 運行
当鉄道が低信頼性であっても、当システムでは名目上、15分間隔での運行を行っていた。
特に豪雨の後、柔らかい地面で支柱が揺れたり、冬には支柱に霜が付くため、毎年春に相当なメンテナンスを必要としていた。
当鉄道が直面していたメンテナンス上の課題にもかかわらず、重大な事故は知られていない。
唯一知られている災難は、車両の下に掛かっていたバッテリーケースに打たれて死んだ牛であった。
それにもかかわらず、乗客不足は当路線を不経済にしていた。
それは、現実的な交通手段よりも目新しさであった。
クリスタル・ビーチへの公共輸送機関の主な形として、鉄道のみを二次サービスで提供している、アメリカ合衆国ニューヨーク州バッファローからの蒸気船を経由していた。
1898年シーズンの後、当鉄道は閉鎖され、解体された。

## 関連文献
フォートエリー博物館からの鉄道 (PDF) の文書では、7ページにオンタリオ・サザンの追加写真が含まれており、10ページより解説が始まる。